# Air Union
L'Air Union è stata una compagnia aerea francese, attiva fino al 1933 quando è stata fusa con altre compagnie francesi per formare l'Air France.

## Storia
L'Air Union era un'antica compagnia aerea francese fondata il 1º gennaio 1923 come risultato della fusione delle compagnie  Compagnie des Messageries Aériennes e Grands Express Aériens. Nel 1933 fu fusa con altre tre compagnie aeree per formare l'Air France.
L'Air Union è una delle quattro compagnie che diedero vita nel 1933 all'Air France:
- Air Orient, che serviva il Mediterraneo e l'Oriente
- Air Union e Société générale des transports aériens (SGTA), che servivano l'Europa occidentale
- Compagnie internationale de navigation aérienne (CIDNA), che serviva l'Europa centrale
- Aéropostale, che serviva l'America del sud (acquistata in un secondo momento)

Nel 2013, l'Air France raggruppa le sue tre compagnie aeree regionali (Airlinair, Brit Air e Régional) nella nuova compagnia HOP!, che costituisce il nuovo polo a corto e medio raggio di Air France; nelle informazioni legali presenti sul sito web della compagnia si legge che essa è la Société AIR UNION.

## Aerei
- Blériot-SPAD S.27 (2 passeggeri)
- Farman F.50P (5 passeggeri)
- Farman F.60 Goliath (12 passeggeri)
- Farman F.190 (4 passeggeri)
- Blériot 135 (8 passeggeri)
- Blériot 155 (17 passeggeri, 2 aerei)
- Blériot 165 (16 passeggeri, 2 aerei)
- Breguet 280T (6 passeggeri, 16 aerei)
- FBA 19 (1 aerei)
- Wibault 282 (12 passeggeri)